# Bilbo - En Hobbits äventyr (radioteater, 1970)
Bilbo - En Hobbits äventyr framfördes av radioteatern i Sveriges Radio under 1970. Serien gick i repris under 1974 och senast under 2008. Föreställningen bestod av 24 delar. Regi utfördes av Staffan Olzon, radioarrangemang av Evan Storm och teknik av Erik Vinlöv. Berättare var Jörgen Cederberg. Dramatiseringen baserades på boken Bilbo – En hobbits äventyr av J.R.R. Tolkien i översättning av Britt G. Hallqvist.

## I rollerna
- Bilbo: Håkan Serner
- Gandalf: Evan Storm
- Gollum: Ulf Johanson
- Torin: Åke Lindström
- Balin: Håkan Norlén
- Bombur: Per-Erik Lindorm
- Bill: Torsten Wahlund
- Bert: Helge Skoog
- Tom: Gösta Bredefeldt
- Elrond: Arne Forsberg
- Orchernas hövding: Jan Nygren
- Pådrivaren: Stefan Böhm
- Dori: Christer Enderlein
- Örnfursten: Per Persson
- Beorn: Ernst Günther
- Fili: Hans Klinga
- Spindel #1: Georg Eliasson
- Spindel #2: Sixten Grönros
- Spindel #3: Stig Olin
- Kungen: Leif Liljeroth
- Smaug: Åke Fridell
- Bard: Tord Persson
- Kungen av Sjöstad: Jan Blomberg
- Roak: Börje Mellvig